# Glionnetia sericea
Glionnetia sericea là một loài thực vật thuộc họ Rubiaceae. Đây là loài đặc hữu của Seychelles.